# Sterling Acterra
Sterling Acterra — була вантажівкою класу 5-8, що виготовлялася компанією Sterling Trucks у 1999—2009 роках і базувалася на конструкції, спочатку представленій компанією Ford Trucks (США). Між легким Sterling Bullet і більш важким Sterling A-Line, Sterling був колишнім підрозділом Ford середніх і важких вантажівок, який вони відокремили, а пізніше його придбав Daimler AG. Acterra — вантажівка середньої вантажопідйомності. Він схожий на Freightliner M2 106.

## Двигуни
- 4,8 l Mercedes-Benz MBE900 I4
- 6,4 l Mercedes-Benz MBE900 I6
- 7,2 l Mercedes-Benz MBE900 I6
- 7,2 l Caterpillar 3126B I6 175—300 к.с.
- Cummins ISB I6 175—275 к.с.
- 8.3 l Cummins ISC I6 250—350 к.с.